# Goran Vojnović
Pour les articles homonymes, voir Vojnović.
Goran Vojnović (né le 11 juin 1980) est un écrivain, poète, scénariste et réalisateur slovène. Il est surtout connu pour son roman de 2008, Čefurji raus!, qui lui a valu de nombreuses récompenses ainsi qu'une action en justice déposée par la police slovène. Les poursuites ont été retirées un jour plus tard quand l'attention des médias et l'indignation du public face à la réaction de la police à une œuvre de fiction, a embarrassé le ministère de l'Intérieur slovène.

## Biographie
Vojnović est né à Ljubljana. Il a étudié à l'Académie de théâtre, de radio, de cinéma et de télévision de Ljubljana. Il a publié son premier recueil de poésie Lep je ta svet en 1998. Son roman Čefurji raus! était à l'origine un scénario de film inachevé. Il décrit la vie de jeunes immigrés dans le domaine de Fužine à Ljubljana, leurs problèmes quotidiens et les différences culturelles entre les habitants et les immigrés de l'ex-Yougoslavie. Pour son livre, il remporte le Prix de la Fondation Prešeren  et le Prix Kresnik (en) en 2009. Il a été traduit et publié en serbe, croate, bosniaque, tchèque  et italien et des extraits ont été traduits en allemand et en anglais.
Son deuxième roman Jugoslavija, moja dežela (« Yougoslavie, Ma patrie ») a été publié en 2011 aux éditions Beletrina. Il a été un best-seller très rapidement ; sa première édition a été épuisée en l'espace de quelques jours. 
En 2013, il réalise l'adaptation de son propre roman : Čefurji raus!.

## Œuvres

### Romans
- 2008 : Čefurji raus!
- 2011 : Jugoslavija, moja dežela
- 2016 : Figa

### Autres
- 1998 : Lep je ta svet, recueil de poésie auto-publié
- 2010 : Ko Jimmy Choo sreča Fidela Castra, recueil de commentaires de journaux

## Filmographie
Scénariste et réalisateur :
- 2010 : Piran-Pirano
- 2013 : Rêves de gloire (Cefurji raus!)
- 2021 : Nekoc so bili ljudje
- 2022 : 2017

Scénariste :
- 2022 : Zbudi me